# Sarbia (stacja kolejowa)
Sarbia – zlikwidowana stacja kolejowa w Sarbi, w gminie Czarnków, w powiecie czarnkowsko-trzcianeckim, w województwie wielkopolskim, w Polsce. Znajdował się tu jeden peron. Została otwarta w 1912 roku. W 1989 roku został na tej linii zawieszony ruch pasażerski.